# Перелік ракетних ударів під час російського вторгнення (весна 2023)
Перелік ракетних ударів які завдають обидві сторони війни під час російського вторгнення в Україну, інформація про які була опублікована у відкритих джерелах.
Без ударів некерованими ракетами авіації, артилерії, РСЗВ та комплексів С-300.

## Засоби ураження
| назва      | назва         | носій          | тип                                                 | створено | дальність | бойова частина          | КІВ       |
| ---------- | ------------- | -------------- | --------------------------------------------------- | -------- | --------- | ----------------------- | --------- |
| Shahed 136 | —             | —              | дрон-камікадзе                                      | 2020     | 2500 км   | 46,5 кг (51 кг серія К) | 5-15 м    |
| Х-31       | —             | авіація        | авіаційна ракета класу «повітря-поверхня»           | 1988     | 110 км    | 87 кг                   | 10-15 м   |
| 5В55       | —             | С-300          | зенітна ракета                                      | 1970     | 75 км     | 130 кг                  | 50-100 м  |
| 48Н6       | —             | С-300, С-400   | зенітна ракета                                      | 1990     | 150 км    | 145 кг                  | 30-50 м   |
| Х-35       | «Звєзда»      | авіація        | крилата протикорабельна ракета                      | 1973     | 300 км    | 145 кг                  | 5-10 м    |
| Х-59       | «Овод»        | авіація        | авіаційна ракета класу «повітря-поверхня»           | 1975     | 45 км     | 148 кг                  | 10-20 м   |
| 48Н6М      | —             | С-300, С-400   | зенітна ракета                                      | 2007     | 200 км    | 150 кг                  | 10-30 м   |
| 48Н6ДМ     | —             | С-300, С-400   | зенітна ракета                                      | 2007     | 250 км    | 180 кг                  | 10-20 м   |
| Х-38       | —             | авіація        | авіаційна ракета класу «повітря-поверхня»           | 2012     | 40 км     | 250 кг                  | 5-10 м    |
| 3М55       | П-800 «Онікс» | флот           | універсальна протикорабельна ракета                 | 1987     | 600 км    | 300 кг                  | 10-20 м   |
| 3M22       | «Циркон»      | флот           | протикорабельна крилата ракета                      | 2021     | 1000 км   | 300 кг                  | 5-10 м    |
| Х-69       | —             | авіація        | крилата ракета класу «повітря-поверхня»             | 2022     | 290 км    | 310 кг                  | 10-20 м   |
| Х-29       | —             | авіація        | авіаційна ракета класу «повітря-земля»              | 1980     | 30 км     | 317 кг                  | 5-20 м    |
| Х-101      | —             | Ту-95, Ту-160  | стратегічна крилата ракета класу «повітря-поверхня» | 1999     | 5500 км   | 400 кг                  | 10-20 м   |
| 3М14       | «Калібр»      | флот           | крилата ракета                                      | 2012     | 2600 км   | 450 кг                  | 10-20 м   |
| 9М723      | «Іскандер»    | «Іскандер-М»   | балістична ракета класу «поверхня-поверхня»         | 2011     | 400 км    | 480 кг                  | 5-10 м    |
| 9М728      | «Іскандер»    | «Іскандер-К»   | крилата ракета класу «поверхня-поверхня»            | 2008     | 500 км    | 480 кг                  | 5-7 м     |
| 9М729      | «Іскандер»    | «Іскандер-К»   | крилата ракета класу «поверхня-поверхня»            | 2018     | 1500 км   | 480 кг                  | 5-7 м     |
| 9М79       | «Точка»       | 9К79 «Точка»   | ракета тактичного ракетного комплексу               | 1973     | 70 км     | 482 кг                  | 100-150 м |
| 9М79-1     | «Точка-У»     | 9К79 «Точка-У» | ракета тактичного ракетного комплексу               | 1989     | 120 км    | 482 кг                  | 30-50 м   |
| KN-23      | Hwasong-11Ga  | —              | тактична балістична ракета                          | 2018     | 550 км    | 500 кг                  | 5-10 м    |
| Х-47М2     | «Кинджал»     | МіГ-31К        | аеробалістична ракета                               | 2017     | 2000 км   | 500 кг                  | 10-20 м   |
| Х-22       | «Буря»        | Ту-22          | крилата протикорабельна ракета                      | 1962     | 330 км    | 950 кг                  | 500-700 м |

## Ракетні удари

### Березень
- Масований ракетний обстріл України 9 березня 2023

Зафіксовано щонайменше 130 ракет з російського боку. 53 ракети було перехоплено силами ППО, щонайменше 1 ракета передчасно впала/не здетонувала.
| Удари завдані Україною | Удари завдані Україною | Удари завдані Україною                                | Удари завдані Україною      | дата       | Удари завдані Росією                 | Удари завдані Росією | Удари завдані Росією | Удари завдані Росією                     | Удари завдані Росією                             |
| регіон                 | місце                  | ракети                                                | влучання                    | дата       | регіон                               | місце                | ракети               | ракети                                   | влучання, загиблі/поранені                       |
| ---------------------- | ---------------------- | ----------------------------------------------------- | --------------------------- | ---------- | ------------------------------------ | -------------------- | -------------------- | ---------------------------------------- | ------------------------------------------------ |
| Донецька обл.          | Донецьк                | ракета GMLRS                                          | міст                        | 01.03.2023 | Донецька обл.                        | Краматорськ          | 0/1                  | Іскандер                                 | багатоквартирний будинок, жертви: 4/8            |
|                        |                        |                                                       |                             | 01.03.2023 | Полтавська обл.                      | Кременчук            | 0/1                  | Х-22                                     | критична та цивільна інфраструктура, жертви: 0/0 |
| Донецька обл.          | Харцизьк               | ракета GMLRS                                          | військова інфраструктура    | 03.03.2023 | Донецька обл.                        | Авдіївка             | 0/1                  | —                                        | промислова інфраструктура                        |
|                        |                        |                                                       |                             | 03.03.2023 | Донецька обл.                        | Бахмут               | 0/1                  | —                                        | міст                                             |
| Луганська обл.         | Сватове                | Точка-У                                               | військова інфраструктура    | 04.03.2023 |                                      |                      |                      |                                          |                                                  |
| Донецька обл.          | Волноваха              | ракета GMLRS                                          | військова інфраструктура    | 05.03.2023 | Донецька обл.                        | Авдіївка             | 0/6                  | Х-59                                     | цивільна інфраструктура                          |
| Луганська обл.         | Юрʼївка                | ракета GMLRS                                          | не встановлено              | 05.03.2023 |                                      |                      |                      |                                          |                                                  |
| Луганська обл.         | Біле                   | ракета GMLRS                                          | не встановлено              | 05.03.2023 |                                      |                      |                      |                                          |                                                  |
| РФ, Новий Оскол        | РФ, Новий Оскол        | Точка-У                                               | не встановлено              | 06.03.2023 |                                      |                      |                      |                                          |                                                  |
| Запорізька обл.        | Бердянськ              | —                                                     | не встановлено              | 07.03.2023 |                                      |                      |                      |                                          |                                                  |
|                        |                        |                                                       |                             | 08.03.2023 | Донецька обл.                        | Мемрик               | 0/1                  | —                                        | цивільна інфраструктура                          |
| Донецька обл.          | Волноваха              | ракета GMLRS                                          | військова інфраструктура    | 09.03.2023 | Львівська обл.                       | Велика Вільшаниця    | 0/38                 | Х-101*, Калібр, Х-22, Х-47М, Х-59, Х-31П | житлові будинки, жертви: 5/?                     |
|                        |                        |                                                       |                             | 09.03.2023 | Київ                                 | Київ                 | 0/38                 | Х-101*, Калібр, Х-22, Х-47М, Х-59, Х-31П | критична та цивільна інфраструктура, жертви: 0/3 |
| Дніпропетровська обл.  | Дніпропетровська обл.  | енергетична та промислова інфраструктура, жертви: 1/2 |                             | 09.03.2023 |                                      |                      | 0/38                 | Х-101*, Калібр, Х-22, Х-47М, Х-59, Х-31П |                                                  |
| Одеська обл.           | Одеська обл.           | енергетична інфраструктура                            |                             | 09.03.2023 |                                      |                      | 0/38                 | Х-101*, Калібр, Х-22, Х-47М, Х-59, Х-31П |                                                  |
| Україна                | Україна                | 42/42                                                 | перехоплено українською ППО | 09.03.2023 |                                      |                      |                      | Х-101*, Калібр, Х-22, Х-47М, Х-59, Х-31П |                                                  |
| Донецька обл.          | Волноваха              | ракета GMLRS                                          | 2х 2С1 «Гвоздика»           | 11.03.2023 | Донецька обл.                        | Очеретине            | 0/5                  | —                                        | цивільна інфраструктура                          |
| Запорізька обл.        | Мелітополь             | —                                                     | військова інфраструктура    | 11.03.2023 |                                      |                      |                      |                                          |                                                  |
| Донецька обл.          | Макіївка               | AGM-88                                                | не встановлено              | 12.03.2023 |                                      |                      |                      |                                          |                                                  |
| Донецька обл.          | Донецьк                | —                                                     | не встановлено              | 13.03.2023 | Донецька обл.                        | Авдіївка             | 0/7                  | —                                        | цивільна інфраструктура, жертви 1/2              |
| РФ, Бєлгород           | РФ, Бєлгород           | —                                                     | не встановлено              | 14.03.2023 | Донецька обл.                        | Краматорськ          | —                    | —                                        | цивільна інфраструктура, жертви 1/3              |
| Луганська обл.         | Хрустальний            | ракета GMLRS                                          | військова інфраструктура    | 14.03.2023 | Одеська обл.                         | Одеська обл.         | 4/4                  | Х-31П                                    | перехоплено українською ППО                      |
| Луганська обл.         | Брянка                 | ракета GMLRS                                          | не встановлено              | 14.03.2023 |                                      |                      |                      |                                          |                                                  |
| Донецька обл.          | Волноваха              | ракета GMLRS                                          | військова інфраструктура    | 14.03.2023 |                                      |                      |                      |                                          |                                                  |
| Луганська обл.         | Новониканорівка        | ракета GMLRS                                          | 3х БМ-27 «Ураган»           | 16.03.2023 |                                      |                      |                      |                                          |                                                  |
| схід України           | схід України           | ракета GMLRS                                          | військова інфраструктура    | 17.03.2023 | Донецька обл.                        | Авдіївка             | 0/4                  | Х-59                                     | багатоквартирний будинок                         |
|                        |                        |                                                       |                             | 18.03.2023 | Донецька обл.                        | Краматорськ          | —                    | —                                        | цивільна інфраструктура, жертви: 2/9             |
| Херсонська обл.        | Бериславський р-н      | 1/2                                                   | Х-59                        | 18.03.2023 | пустир                               |                      |                      |                                          |                                                  |
| 20.03.2023             | АР Крим                | Джанкой                                               | —                           | Калібр     | детонація ракет внаслідок удару БПЛА |                      |                      |                                          |                                                  |
| 21.03.2023             | Одеська обл.           | Одеса                                                 | 2/4                         | Х-59       | цивільна інфраструктура, жертви: 0/3 |                      |                      |                                          |                                                  |
| Донецька обл.          | Донецьк                | Точка                                                 | критична інфраструктура     | 22.03.2023 |                                      |                      |                      |                                          |                                                  |
|                        |                        |                                                       |                             | 24.03.2023 | Одеська обл.                         | Одеська обл.         | 2/2                  | Х-59                                     | перехоплено українською ППО                      |
| Сумська обл.           | Білопілля              | 0/1                                                   | Х-31П                       | 24.03.2023 | влучання у школу                     |                      |                      |                                          |                                                  |
| 26.03.2023             | Донецька обл.          | Авдіївка                                              | —                           | авіаудар   | влучання у дві багатоповерхівки      |                      |                      |                                          |                                                  |
| Запорізька обл.        | Мелітополь             | ракета GMLRS                                          | військова інфраструктура    | 27.03.2023 | Херсонська обл.                      | Херсонська обл.      | 2/2                  | Х-31П                                    | перехоплено українською ППО                      |
| Донецька обл.          | Донецьк                | ракета GMLRS                                          | командний пункт             | 27.03.2023 |                                      |                      |                      |                                          |                                                  |
| Донецька обл.          | Шахтарськ              | —                                                     | військова інфраструктура    | 27.03.2023 |                                      |                      |                      |                                          |                                                  |
| Донецька обл.          | Новотроїцьке           | —                                                     | склад боєприпасів           | 27.03.2023 |                                      |                      |                      |                                          |                                                  |
| Донецька обл.          | Зугрес                 | ракета GMLRS                                          | не встановлено              | 28.03.2023 |                                      |                      |                      |                                          |                                                  |
| Запорізька обл.        | Мелітополь             | ракета GMLRS                                          | військова інфраструктура    | 29.03.2023 |                                      |                      |                      |                                          |                                                  |
| Луганська обл.         | Троїцьке               | ракета GMLRS                                          | військова інфраструктура    | 30.03.2023 |                                      |                      |                      |                                          |                                                  |
| Миколаївська обл.      | Кінбурнська коса       | AGM-114                                               | не встановлено              | 31.03.2023 | Запорізька обл.                      | Запоріжжя            | 0/1                  | Іскандер-М                               | влучання у цвинтар, жертви: 0/2                  |
| дата не встановлена    |                        |                                                       |                             |            |                                      |                      |                      |                                          |                                                  |
| Луганська обл.         | Кремінна               | ракета GMLRS                                          | військова інфраструктура    |            |                                      |                      |                      |                                          |                                                  |

*Х-101/Х-555/Х-55

### Квітень
27 квітня неподалік польського міста Бидгощ було виявлено залишки російської ракети Х-55.
Зафіксовано щонайменше 32 ракети з російського боку. 21 ракету було перехоплено силами ППО. 
| Удари завдані Україною | Удари завдані Україною | Удари завдані Україною | Удари завдані Україною   | дата       | Удари завдані Росією                                       | Удари завдані Росією | Удари завдані Росією | Удари завдані Росією | Удари завдані Росією                      |
| регіон                 | місце                  | ракети                 | влучання                 | дата       | регіон                                                     | місце                | ракети               | ракети               | влучання, загиблі/поранені                |
| ---------------------- | ---------------------- | ---------------------- | ------------------------ | ---------- | ---------------------------------------------------------- | -------------------- | -------------------- | -------------------- | ----------------------------------------- |
| Запорізька обл.        | Мелітополь             | ракета GMLRS           | не встановлено           | 02.04.2023 |                                                            |                      |                      |                      |                                           |
| Запорізька обл.        | Мелітополь             | —                      | не встановлено           | 06.04.2023 |                                                            |                      |                      |                      |                                           |
| Запорізька обл.        | Мелітополь             | —                      | військова інфраструктура | 07.04.2023 |                                                            |                      |                      |                      |                                           |
| АР Крим                | Феодосія               | —                      | військова інфраструктура | 07.04.2023 |                                                            |                      |                      |                      |                                           |
|                        |                        |                        |                          | 08.04.2023 | Харківська обл.                                            | Дергачі              | 0/1                  | Х-59                 | територія готельно-ресторанного комплексу |
| Луганська обл.         | Сватівський р-н        | AGM-114                | не встановлено           | 09.04.2023 | Чернігівська обл.                                          | Грем'яч              | 0/1                  | Х-29ТД               | міст                                      |
|                        |                        |                        |                          | 09.04.2023 | Херсонська обл.                                            | Херсонська обл.      | —                    | Х-31                 | не встановлено                            |
| Донецька обл.          | Мар'їнка               | ракета GMLRS           | військова інфраструктура | 10.04.2023 |                                                            |                      |                      |                      |                                           |
| Донецька обл.          | Донецька обл.          | ракета GMLRS           | 2х Т-72                  | 11.04.2023 |                                                            |                      |                      |                      |                                           |
| Луганська обл.         | Покровське             | ракета GMLRS           | Р-934БМВ, Р-330Ж         | 11.04.2023 |                                                            |                      |                      |                      |                                           |
| Луганська обл.         | Сватове                | ракета GMLRS           | адміністративна будівля  | 13.04.2023 |                                                            |                      |                      |                      |                                           |
| Луганська обл.         | Рубіжне                | ракета GMLRS           | військова інфраструктура | 15.04.2023 |                                                            |                      |                      |                      |                                           |
| Україна                | Україна                | AGM-88                 | не встановлено           | 15.04.2023 |                                                            |                      |                      |                      |                                           |
|                        |                        |                        |                          | 17.04.2023 | Україна                                                    | Україна              | —                    | Х-31                 | не встановлено                            |
| Донецька обл.          | Донецьк                | —                      | не встановлено           | 18.04.2023 |                                                            |                      |                      |                      |                                           |
| Донецька обл.          | Донецьк                | AGM-88                 | не встановлено           | 18.04.2023 |                                                            |                      |                      |                      |                                           |
| Донецька обл.          | Бахмут                 | ракета GMLRS           | особовий склад           | 20.04.2023 |                                                            |                      |                      |                      |                                           |
| Луганська обл.         | Алчевськ               | ракета GMLRS           | інфраструктура           | 22.04.2023 |                                                            |                      |                      |                      |                                           |
| Донецька обл.          | Донецьк                | Точка-У                | інфраструктура           | 23.04.2023 |                                                            |                      |                      |                      |                                           |
|                        |                        |                        |                          | 26.04.2023 | Херсонська обл.                                            | Херсонська обл.      | —                    | Х-31                 | не встановлено                            |
| 27.04.2023             | Миколаївська обл.      | Миколаїв               | 0/4                      | Іскандер-К | обстріл житлових будинків, жертви: 1/23                    |                      |                      |                      |                                           |
| 28.04.2023             | Черкаська обл.         | Умань                  | 0/1                      | Х-101*     | влучання у житловий багатоповерховий будинок, жертви: 23/9 |                      |                      |                      |                                           |
| 28.04.2023             | Дніпропетровська обл.  | Дніпро                 | 0/1                      | —          | влучання у житлову забудову, жертви: 2/0                   |                      |                      |                      |                                           |
| 28.04.2023             | Україна                | Україна                | 21/21                    | Х-101*     | перехоплено українською ППО                                |                      |                      |                      |                                           |
| Україна                | Україна                | ракета GMLRS           | військова інфраструктура | 29.04.2023 |                                                            |                      |                      |                      |                                           |
| Запорізька обл.        | Мелітополь             | —                      | військова інфраструктура | 30.04.2023 |                                                            |                      |                      |                      |                                           |
| Запорізька обл.        | Бердянськ              | —                      | військова інфраструктура | 30.04.2023 |                                                            |                      |                      |                      |                                           |

*Х-101/Х-555/Х-55

### Травень
Зафіксовано щонайменше 203 ракету з російського боку. 163 ракети були перехоплені силами ППО, щонайменше 3 ракети передчасно впали/не здетонували.
| Удари завдані Україною | Удари завдані Україною | Удари завдані Україною | Удари завдані Україною    | дата         | Удари завдані Росією                                    | Удари завдані Росією | Удари завдані Росією | Удари завдані Росією   | Удари завдані Росією                                             |
| регіон                 | місце                  | ракети                 | влучання                  | дата         | регіон                                                  | місце                | ракети               | ракети                 | влучання, загиблі/поранені                                       |
| ---------------------- | ---------------------- | ---------------------- | ------------------------- | ------------ | ------------------------------------------------------- | -------------------- | -------------------- | ---------------------- | ---------------------------------------------------------------- |
|                        |                        |                        |                           | 01.05.2023   | Дніпропетровська обл.                                   | Павлоград            | 0/3                  | Х-101*                 | промислова та цивільна інфраструктура                            |
| Україна                | Україна                | 15/15                  | Х-101*                    | 01.05.2023   | перехоплено українською ППО                             |                      |                      |                        |                                                                  |
| 03.05.2023             | Київ                   | Київ                   | 1/1                       | Х-47М        | перехоплено українською ППО                             |                      |                      |                        |                                                                  |
| Луганська обл.         | Алчевськ               | ракета GMLRS           | промислова інфраструктура | 04.05.2023   |                                                         |                      |                      |                        |                                                                  |
| Луганська обл.         | Рубіжне                | ракета GMLRS           | інфраструктура            | 06.05.2023   |                                                         |                      |                      |                        |                                                                  |
|                        |                        |                        |                           | 07.05.2023   | Миколаївська обл.                                       | Миколаївська обл.    | 0/5                  | Х-22                   | промислова інфраструктура, жертви: 0/0                           |
| Херсонська обл.        | Херсонська обл.        | 0/1                    | Х-22                      | 07.05.2023   |                                                         |                      |                      |                        | промислова інфраструктура, жертви: 0/0                           |
| Херсонська обл.        | Херсон                 | 0/2                    | П-800 «Онікс»             | 07.05.2023   | не встановлено, жертви: 0/0                             |                      |                      |                        |                                                                  |
| 08.05.2023             | Одеська обл.           | Одеса                  | 0/2+                      | Х-22         | промислова та цивільна інфраструктура, жертви: 1/3      |                      |                      |                        |                                                                  |
| 08.05.2023             | схід України           | схід України           | 8/8                       | Калібр       | наслідки влучання двох ракет не встановлені             |                      |                      |                        |                                                                  |
| 09.05.2023             | південь-центр України  | південь-центр України  | 15/17                     | Х-101*       | наслідки влучання двох ракет не встановлені             |                      |                      |                        |                                                                  |
| 10.05.2023             | Запорізька обл.        | Запорізька обл.        | 1/1                       | —            | зафіксоване падіння ракети на окупованій території      |                      |                      |                        |                                                                  |
| Донецька обл.          | Красна Гора            | ракета GMLRS           | 96К6 «Панцирь-С1»         | 11.05.2023   |                                                         |                      |                      |                        |                                                                  |
| Запорізька обл.        | Мелітополь             | —                      | не встановлено            | 12.05.2023   | Чернігівська обл.                                       | Карповичі            | 0/1                  | —                      | міст                                                             |
| Луганська обл.         | Луганськ               | Storm Shadow           | військова інфраструктура  | 12.05.2023   |                                                         |                      |                      |                        |                                                                  |
| Луганська обл.         | Луганськ               | Storm Shadow           | військова інфраструктура  | 13.05.2023   | Тернопільська область                                   | Тернопіль            | 0/6                  | —                      | промислова інфраструктура, жертви: 0/2                           |
| Луганська обл.         | Кремінна               | AGM-88                 | не встановлено            | 14.05.2023   | Тернопільська область                                   | Тернопіль            | 0/6                  | Калібр                 | промислова інфраструктура, повторний удар, жертви: 0/0           |
|                        |                        |                        |                           | 14.05.2023   | Україна                                                 | Україна              | 3/3                  | Х-101*                 | перехоплено українською ППО                                      |
| Донецька обл.          | Кодема                 | ракета GMLRS           | 96К6 «Панцирь-С1»         | 15.05.2023   |                                                         |                      |                      |                        |                                                                  |
| Луганська обл.         | Луганськ               | Storm Shadow           | військова інфраструктура  | 15.05.2023   |                                                         |                      |                      |                        |                                                                  |
| Луганська обл.         | Попасна                | ракета GMLRS           | 9К37 «Бук-М1»             | 16.05.2023   | Київ                                                    | Київ                 | 6/6                  | Х-47М                  | українська ППО вперше знищила усі ворожі ракети, задіяні в атаці |
|                        |                        |                        |                           | 16.05.2023   | Київ                                                    | Київ                 | 9/9                  | Калібр                 | українська ППО вперше знищила усі ворожі ракети, задіяні в атаці |
| 10/10                  | Іскандер-М/48Н6        |                        |                           | 16.05.2023   | Київ                                                    | Київ                 |                      |                        | українська ППО вперше знищила усі ворожі ракети, задіяні в атаці |
| не встановлено         | не встановлено         | 2/2                    | Калібр                    | 16.05.2023   | щонайменше дві ракети вибухнули у повітрі               |                      |                      |                        |                                                                  |
| Миколаївська обл.      | Миколаїв               | 0/2                    | Калібр                    | 16.05.2023   | влучання у супермаркет і житлові будинки                |                      |                      |                        |                                                                  |
| 18.05.2023             | Хмельницька обл.       | Хмельницький р-н       | 0/1                       | Х-101*       | влучання у об'єкт інфраструктури                        |                      |                      |                        |                                                                  |
| 18.05.2023             | Київ                   | Київ                   | —                         | —            | ураження обломками ракет                                |                      |                      |                        |                                                                  |
| 18.05.2023             | Одеська обл.           | Одеса                  | —                         | —            | ураження обломками ракет                                |                      |                      |                        |                                                                  |
| 18.05.2023             | Україна                | Україна                | 6/6                       | Калібр       | українська ППО знищила 29 із 30 ракет, задіяних в атаці |                      |                      |                        |                                                                  |
| 18.05.2023             | Україна                | Україна                | 21/22                     | Х-101*       | українська ППО знищила 29 із 30 ракет, задіяних в атаці |                      |                      |                        |                                                                  |
| 18.05.2023             | Україна                | Україна                | 2/2                       | Іскандер-К   | українська ППО знищила 29 із 30 ракет, задіяних в атаці |                      |                      |                        |                                                                  |
| Донецька обл.          | Україна                | Україна                | Маріуполь                 | Storm Shadow | військова інфраструктура                                | 19.05.2023           | 3/6                  | Калібр                 | наслідки влучання ракет не встановлені                           |
| Запорізька обл.        | Бердянськ              | —                      | військова інфраструктура  | 21.05.2023   |                                                         |                      |                      |                        |                                                                  |
| Донецька обл.          | Моспине                | —                      | склад боєприпасів         | 21.05.2023   |                                                         |                      |                      |                        |                                                                  |
| Донецька обл.          | Нікольське             | —                      | військова інфраструктура  | 21.05.2023   |                                                         |                      |                      |                        |                                                                  |
| Донецька обл.          | Маріуполь              | —                      | не встановлено            | 22.05.2023   | Дніпропетровська обл.                                   | Дніпро               | 4/4                  | Х-101*                 | промислова, рятувальна та цивільна інфраструктура, жертви: 0/8   |
|                        |                        |                        |                           | 22.05.2023   | Дніпропетровська обл.                                   | Дніпро               | 0/5                  | Х-22                   | промислова, рятувальна та цивільна інфраструктура, жертви: 0/8   |
| 0/2                    | Іскандер-М             |                        |                           | 22.05.2023   | Дніпропетровська обл.                                   | Дніпро               |                      |                        | промислова, рятувальна та цивільна інфраструктура, жертви: 0/8   |
| Донецька обл.          | Донецьк                | ракета GMLRS           | промисловий об'єкт        | 24.05.2023   |                                                         |                      |                      |                        |                                                                  |
| Запорізька обл.        | Бердянськ              | Storm Shadow           | військова інфраструктура  | 25.05.2023   |                                                         |                      |                      |                        |                                                                  |
| Донецька обл.          | Маріуполь              | —                      | військова інфраструктура  | 26.05.2023   | Україна                                                 | Україна              | 10/10                | Х-101*                 | перехоплено українською ППО                                      |
| Донецька обл.          | Донецьк                | ракета GMLRS           | військова інфраструктура  | 26.05.2023   | Дніпропетровська обл.                                   | Дніпро               | 0/1                  | —                      | влучання у медичний заклад та ветеринарну клініку, жертви: 5/23  |
| Донецька обл.          | Маріуполь              | —                      | військова інфраструктура  | 27.05.2023   |                                                         |                      |                      |                        |                                                                  |
| Запорізька обл.        | Бердянськ              | —                      | військова інфраструктура  | 27.05.2023   |                                                         |                      |                      |                        |                                                                  |
| Донецька обл.          | Волноваха              | ракета GMLRS           | не встановлено            | 27.05.2023   |                                                         |                      |                      |                        |                                                                  |
| Запорізька обл.        | Бердянськ              | —                      | військова інфраструктура  | 27.05.2023   |                                                         |                      |                      |                        |                                                                  |
| Донецька обл.          | Нікольське             | Storm Shadow           | особовий склад            | 28.05.2023   |                                                         |                      |                      |                        |                                                                  |
| Донецька обл.          | Юр'ївка                | Storm Shadow           | особовий склад            | 28.05.2023   |                                                         |                      |                      |                        |                                                                  |
| Луганська обл.         | Алмазна                | ракета GMLRS           | не встановлено            | 28.05.2023   |                                                         |                      |                      |                        |                                                                  |
| Запорізька обл.        | Мелітополь             | —                      | військова інфраструктура  | 29.05.2023   | Україна                                                 | Україна              | 37/37                | Х-101*                 | перехоплено українською ППО                                      |
| Запорізька обл.        | Михайлівка             | —                      | військова інфраструктура  | 29.05.2023   | Хмельницька обл.                                        | Старокостянтинів     | 0/3                  | Х-101*                 | військовий аеродром                                              |
|                        |                        |                        |                           | 29.05.2023   | Київська обл.                                           | Київська обл.        | 11/11                | Іскандер-К, Іскандер-М | перехоплено українською ППО                                      |
| Україна                | Україна                | ракета GMLRS           | особовий склад            | 30.05.2023   |                                                         |                      |                      |                        |                                                                  |
| Луганська обл.         | Карпати                | M30A1                  | промислова інфраструктура | 31.05.2023   |                                                         |                      |                      |                        |                                                                  |
| Луганська обл.         | Карпати                | ракета GMLRS           | промислова інфраструктура | 31.05.2023   |                                                         |                      |                      |                        |                                                                  |
| Донецька обл.          | Донецьк                | ракета GMLRS           | військова інфраструктура  | 31.05.2023   |                                                         |                      |                      |                        |                                                                  |
| дата не встановлена    |                        |                        |                           |              |                                                         |                      |                      |                        |                                                                  |
| Донецька обл.          | Донецька обл.          | ракета GMLRS           | 96К6 «Панцирь-С1»         | ??.05.2023   |                                                         |                      |                      |                        |                                                                  |
| Херсонська обл.        | Херсонська обл.        | ракета GMLRS           | 55К6А (складова С-400)    | ??.05.2023   |                                                         |                      |                      |                        |                                                                  |

*Х-101/Х-555/Х-55